# Organització Popular d'Alliberament de Tamil Eelam
Organització Popular d'Alliberament de Tamil Eelam (People's Liberation Organisation of Tamil Eelam, PLOTE) fou un partit polític i militar tàmil de Ceilan fundat el 1980, dirigit per Karthiragamar Uma Maheswaran àlies Mukundan que havia estat anteriorment president dels Tigres d'Alliberament de Tamil Eelam (1977-80) però havia abandonat l'organització per diferències amb el seu líder.
El 19 de maig de 1982 a l'estació de Madras es van trobar Karthiragamar Uma Maheswaran i el seu lloctinent Jotheeswaran d'un costat i V. Prabhakaran i Raghavan àlies Sivakumar, del LTTE, i es van disparar. Jotheeswaran fou ferit i Maheswaran va sortir il·lès i va fugir. Pirabhakaran i Sivakumar foren arrestats. Maheswaran fou arrestat el 25 de maig de 1982. Tots foren alliberats sota fiança l'agost.
Després d'això el partit va començar a perdre força degut a la criminalització de les seves activitats, als mètodes de direcció i a l'hostilitat del LTTE. El govern indi de Rajiv Gandhi va revertir l'intent de cop d'estat a les Maldives de 1988, antagonitzant amb PLOTE. Uma Maheswaran fou assassinat el juliol de 1989 segons es creu per membres de l'organització.
L'organització va desaparèixer i les seves restes van passar sota control de l'aparell de l'estat singalès i van cooperar en alguns atacs a civils tàmils, mantenint el nom del partit com un element útil pel govern, sota la direcció de Dharmalingam Sidarthan